# Acrolophus dorsimacula
Acrolophus dorsimacula är en fjärilsart som beskrevs av Dyar 1900. Acrolophus dorsimacula ingår i släktet Acrolophus och familjen Acrolophidae. Inga underarter finns listade i Catalogue of Life.